# Hawksworth
Hawksworth is een civil parish in het bestuurlijke gebied Rushcliffe, in het Engelse graafschap Nottinghamshire met 122 inwoners.